# Primera División de Sri Lanka
La Primera División de Sri Lanka es la segunda liga de fútbol más importante del país, y es controlada por la Federación de Fútbol de Sri Lanka.

## Historia
Fue creada en el año 2006 y sus participantes han sido entre 12 o 15 equipos, ya que cada temporada ha habido cambios en la cantidad de participantes o ya sea en el patrocinador del torneo.

## Formato
Los equipos son divididos en dos grupos, en los cuales los equipos se enfrentan todos contra todos a visita recíproca, en la que los dos mejores de cada grupo avanzas a las semifinales. Los vencedores de las semifinales obtienen el ascenso a la Liga Premier de Sri Lanka, aunque antes de ello juegan la final para averiguar quien queda como campeón del segundo nivel.
Los equipos que terminan en último lugar en cada grupo descienden a la Segunda División de Sri Lanka.

## Ediciones anteriores
| Año       | Campeón                               | Finalista                             |
| --------- | ------------------------------------- | ------------------------------------- |
| 2006/2007 | New Young SC - Wennapuwa              | Jupiters SC - Negombo                 |
| 2007/2008 | SL Navy                               | Java Lane SC - Slave Island (Colombo) |
| 2008/2009 | Old Bens SC - Kotahena (Colombo)      | Don Bosco SC - Negambo                |
| 2009/2010 | Java Lane SC - Slave Island (Colombo) | Kalutara Park SC - Kalutara           |
| 2010/2011 | SL Navy -                             | Nandamitra SC                         |
| 2011/2012 | Kalutara Park SC - Kalutara           | Negambo Youth SC - Negambo            |
| 2012/2013 | Java Lane SC - Slave Island (Colombo) | Nandamitra SC -                       |